# Казуки Кохината
Казуки Кохината (јап. 고히나타 가즈키; Токио, 12. октобар 1994) јапански је пливач чија специјалност су трке прсним стилом на 200 метара. 

## Спортска каријера
Са такмичењима на међународној сцени је започео током 2011. пливајући иглавном на митинзима светског купа у малим базенима, а прве значајније успехе у каријери постигао је три године касније освајањем бронзане медаље на Панпацифичком првенству и сребра на Азијским играма. Пливао је и на Универзијадама у Казању 2013. и Квангџуу 2015. где је освојио по једно сребро и бронзу. 
Први наступ на светским првенствима у малим базенима имао је у Виндзору 2017. где му је најбољи резултат било 12. место у квалификацијама трке на 200 прсно. У великим базенима је дебитовао на светском првенству у корејском Квангџуу 2019. где је пливао у трци на 200 прсно коју је окончао на укупно 9. месту у полуфиналу, а свега 0,14 секунди га је делило од позиције која је водила у финале. 